# Toda la noche hasta que salga el sol
«Toda la noche hasta que salga el sol», también conocida como «Hasta que salga el sol», es la quinta canción perteneciente al álbum Volando alto del grupo de rock sinfónico y progresivo argentino  Orions lanzado en el año 1982. Este tema sería su primer y único éxito. Es gracias a esta canción, que el álbum vendió 100.000 copias en la Argentina.
La canción fue presentada en el festival B.A.Rock IV de noviembre de ese mismo año con gran suceso y se convirtió en uno de los hits más emblemáticos de la banda, caracterizándose como uno de los pocos one hit wonder del rock argentino.
La canción es un cover adaptado del tema «Drift Away» de Dobie Gray del año 1973.

## Músicos
- Adrián Bar: Guitarra
- Alberto Varak: Voz
- Horacio Várbaro: Teclados
- José Luis González: Batería
- Luis Andrés Ciaccio: Bajo y Voz